# Svitava (râu)
Svitava (germ. Zwitta)  este un râu cu o lungime de 97 km, afluent de stânga al râului Svratka, , care se varsă în râul Morava din Moravia, Cehia. Râul are izvorul la altitudinea de 453 m deasupra n.m. amplasat la doi kilometri nord-vest de Svitavy, regiunea Zittau (Svitavská pahorkatina) . Cursul lui superior curge pe linia de graniță dintre regiunile istorice Moravia și Boemia. Pe cursul care are direcția sud-est se află localitățile  Svitavy, Lány, Hradec nad Svitavou, Březová nad Svitavou, Brněnec, Rozhraní, Letovice, Svitávka, Mladkov u Boskovic, Skalice nad Svitavou, Lhota Rapotina, Doubravice nad Svitavou, Rájec-Jestřebí, Raječko și Blansko. La est de râul Svitava și la nord de Brno, se află o regiune de carst din Moravia (cehă: Moravský kras; germ. Mährischer Karst). Localitățile următoare amplasate pe cursul lui sunt Adamov u Brna, Bílovice nad Svitavou și Brno. La periferia sudică a orașului Brno, Svitava se varsă în Svratka. Svitava are un bazin de colectare de 1150 km², în anul 1997, râul a inundat provocând în regiune pagube însemnate.

## Afluenți
- Křetínka în Letovice
- Úmoří  în Skalice nad Svitavou
- Bělá  la Lhota Rapotina
- Býkovka în Rájec-Jestřebí
- Punkva lai Blansko
- Křtinský potok în Adamov și Brna